# Jan Ståhl
Jan Olof Ståhl, född 11 juni 1936 i Sölvesborg, är en svensk diplomat och jurist.

## Biografi
Ståhl är son till disponent Olof Ståhl och översköterskan Elsa Hallberg. Han tog juris kandidatexamen i Lund 1961 och tjänstgjorde som amanuens vid Ecklesiastikdepartementet 1963. Ståhl blev attaché vid Utrikesdepartementet (UD) 1964 och tjänstgjorde i Mexico City 1964. Han var därefter ambassadsekreterare i Köpenhamn 1967, departementssekreterare vid UD 1969, förste ambassadsekreterare vid FN i New York 1974, ambassadråd i Rom 1977, minister i Moskva 1980, ambassadör i Havanna och Kingston 1984, departementsråd 1987 och expeditionschef vid UD 1989-1990. Han var därefter ambassadör i Kairo och Khartoum 1990-1995 och i Ottawa och Nassau 1995-2000.
Han gifte sig första gången 1958 med fil mag Ingrid Leanderson (född 1938), dotter till David Leanderson och Astrid Johannesson. Ståhl gifte sig andra gången 1980 med Ingrid Linder (född 1940), dotter till Einar Linder och Kerstin Ortman.